# Domingos de Sousa Coutinho
Domingos António de Souza Coutinho (Lisboa, 19 de outubro de 1896 – 29 de setembro de 1984) foi um cavaleiro português medalhado nos Jogos Olímpicos de Verão de 1936 em Berlim.
Montando o cavalo Merle Blanc, conquistou a medalha de bronze com a equipe portuguesa de saltos nos Jogos de 1936, formada ainda por Luís Mena e Silva e José Beltrão. Na mesma edição dos Jogos, terminou em décimo sexto lugar na disputa individual dos saltos.
Frequentou o Colégio Militar. Era pretendente ao título de 4º Marquês do Funchal.